# Pierre Lardinois
Pierre Joseph (Pierre) Lardinois (Noorbeek, 13 augustus 1924 - Amsterdam, 16 juli 1987) was een Nederlandse politicus voor de Katholieke Volkspartij (KVP). Hij trouwde in 1950 met Maria Peeters (Sint-Martens-Voeren, 15 augustus 1923 - Amersfoort, 14 juni 1982). Uit het huwelijk werden vijf kinderen geboren. Vanaf 1952 was Pierre Lardinois Rijkslandbouwconsulent in Zuidoost-Brabant en van 1960 tot 1963 landbouwattaché op de Nederlandse ambassade in Londen. In die laatste jaren was hij ook actief in het inlichtingenwerk (in een zogeheten stay-behind-organisatie). In 1963 werd hij Kamerlid voor de KVP en in 1967 minister van Landbouw en Visserij in het kabinet-De Jong. Hij bleef dat in het kabinet-Biesheuvel I en Biesheuvel II tot zijn benoeming tot commissaris van de Europese Commissie per 1 januari 1973. Hij bleef dat één periode van vier jaar. Van 1 januari 1977 tot zijn pensionering per 1 september 1986 was hij voorzitter van de Hoofddirectie van de Rabobank. In die periode bezorgde hij de bank zelfvertrouwen en droeg sterk bij aan de internationalisering van de bank.

## Afkomst
Lardinois was afkomstig uit Noorbeek. Hij doorliep de HBS-B op Rolduc en studeerde in Wageningen. Hij begon zijn studie in 1942, maar moest deze vanwege de oorlogsomstandigheden al snel afbreken. Van 1943 tot 1945 was hij gedwongen tewerkgesteld in vier opeenvolgende werkkampen in Duitsland: in Braunschweig, Uslar, Herzberg am Harz en Glöwen. Na de oorlog hervatte hij zijn studie en maakte daarna snel carrière in de agrarische wereld.

## Tweede Kamerlid
Naast zijn Kamerlidmaatschap was hij van 1965 tot 1967 voorzitter van de Noord-Brabantse boerenbond. Voor de Kamerverkiezingen van 1967 was hij een van de vier lijsttrekkers voor de KVP, in Brabant.

## Minister
Hij was minister van Landbouw en Visserij in de kabinetten De Jong, Biesheuvel I en Biesheuvel II. Hij verdedigde als minister zowel in Brussel als in Den Haag de belangen van 'zijn' boeren en vissers. Hij wordt gezien als de minister die in de naoorlogse periode het meest nauw verweven was met de landbouwsector (het zogeheten groene front).

## Europese politiek
Vrijwel gelijktijdig met het lidmaatschap van de Tweede Kamer was hij van 1963 tot 1967 ook lid van het toentertijd nog niet direct gekozen Europees Parlement.
Ook als lid van de Europese Commissie beheerde hij de portefeuille Landbouw.

## Biografie
In 2020 verscheen zijn biografie, 'Pierre Lardinois - Een leven voor de landbouw' bij uitgeverij Boom.